# Motor glow
El motor glow es un tipo de motor de combustión interna usualmente de dos tiempos usado en modelismo radiocontrolado: automodelos (coches), aeromodelos (aviones y helicópteros) y modelismo naval (barcos). Se le puede llamar micromotor por sus reducidas dimensiones.

## Combustible
Este tipo de motor usa como combustible generalmente una mezcla de metanol, nitrometano y aceites en diferentes porcentajes según el uso y las características del motor. El combustible hace referencia normalmente a un porcentaje, así tendremos, por ejemplo, combustible al 10%. Este porcentaje no es otra cosa que la cantidad de nitrometano incluida en la mezcla, cuanto mayor es la proporción más prestaciones se pueden sacar al motor, más complicado es de carburar y menos vida útil tiene. Puntualizar que variar la cantidad de nitrometano obliga a cambiar la altura de la cámara del motor y reajustar la carburación del mismo. El nitrometano además, ayuda a refrigerar el motor. En automodelismo, las mezclas más comunes son, del 16% para vehículos de escala 1/10 y 25% para 1/8, aunque en el mercado se pueden encontrar mezclas desde un 5% hasta un 30%.

## Funcionamiento

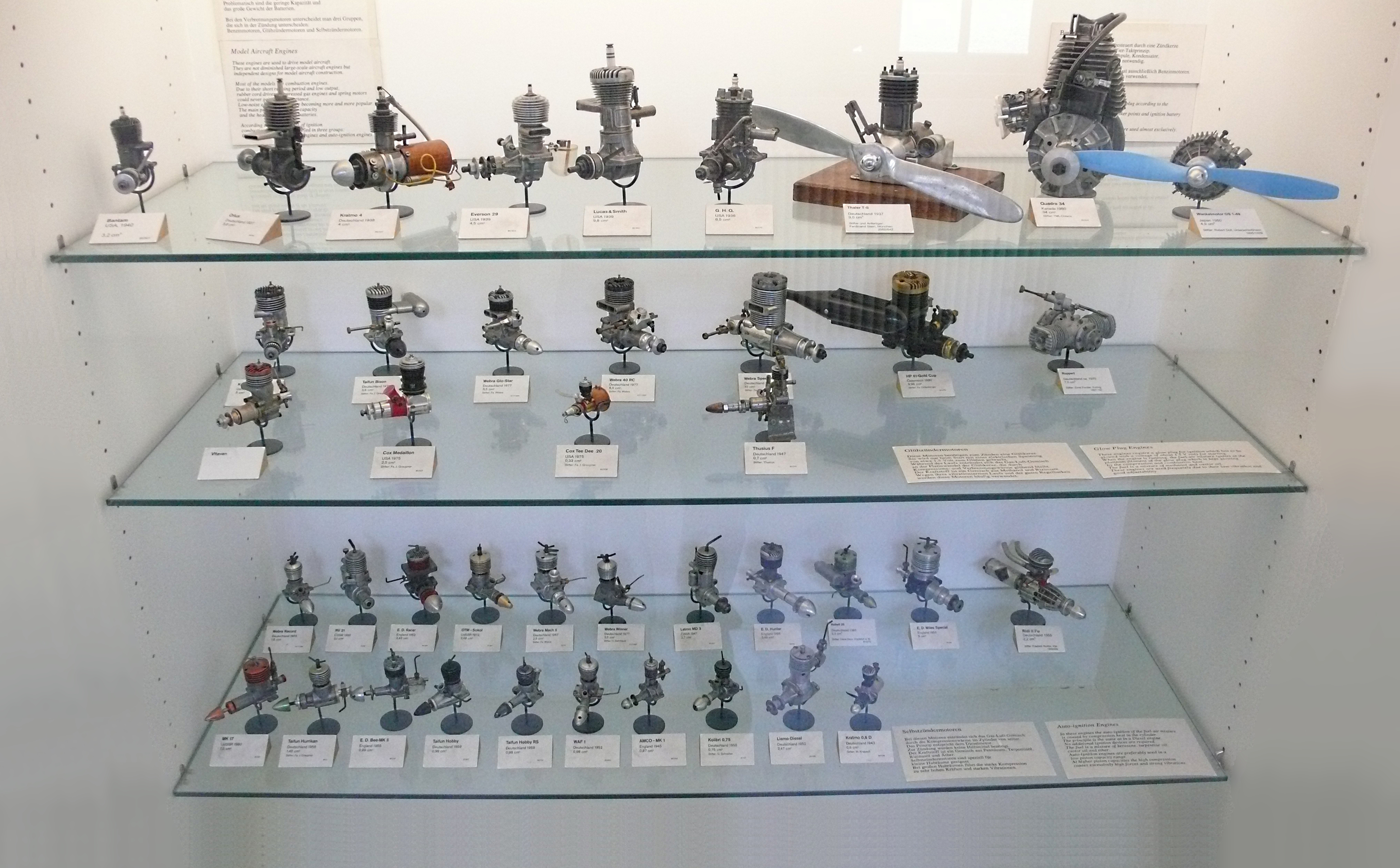
Motores de aeromodelismo.

La combustión es provocada por una bujía que, a diferencia de las bujías tradicionales de electrodo, no produce chispa; tiene un filamento de platino-iridio que se pone incandescente. 
Para que se inicie la combustión en el proceso de arranque es necesario conectar el polo central y la pared externa de la bujía a una pila de 1,2 o 1,5 voltios. Esto se hace con un instrumento apropiado llamado calentador de bujías o chispómetro. De este modo, el filamento de la bujía se calienta y pone incandescente, provocando la combustión. 
Cuando el motor se pone en funcionamiento, debe retirarse el instrumento utilizado para suministrar la corriente, ya que por efecto catalítico con el metanol, el filamento permanece incandescente el tiempo necesario para completar un ciclo.

## Características
- Pueden ser de dos o de cuatro tiempos.

- Cilindrada:

La cilindrada de estos motores viene expresada en pulgadas cúbicas. Cuando se dice que un vehículo tiene un motor 21 o un motor tipo 21, esa cifra se refiere a la cilindrada en pulgadas cúbicas, 0,21 pulgadas cúbicas o lo que es lo mismo, 3,5 centímetros cúbicos.
En los motores utilizados en automóviles, la cilindrada permitida según reglamento es de 12 (2,0cc) ò 15 (2,5cc) pulgadas cúbicas para los modelos de escala 1/10 y de 21 (3,5cc) pulgadas cúbicas para los vehículos a escala 1/8, no estando permitidas otras cilindradas en competición. Para los vehículos de gran escala, 1/4, 1/5 y 1/6 no se utilizan estos motores de tipo glow.
En el resto de especialidades del modelismo, las cilindrtadas varían enter 0,4cc (p.ej. COX) y 30cc (p. ej. Supertigre 3000)